# Vodopády v Kinského zahradě
Vodopády v Kinského zahradě v Praze 5 jsou umělé vodopády na jižním svahu vrchu Petřín v zahradě Kinských. Díky umělému náhonu mají po celý rok dostatek vody.

## Historie
Vodní jezírka se dvěma vodopády vznikla v zahradě Kinských roku 1908 jako součást postupně budovaného přírodně krajinářského parku v anglickém slohu.

### Popis
Vodopády jsou na umělém náhonu, které napájí jezírko. Výše položený vodopád padá ze stupně z menších pískovcových kamenů po parabolické křivce. Vějířovitě se rozšiřuje a poté překonává úsek drobných kaskád. Kaskády jsou ukončeny kolmým stupněm imitujícím rozpukanou skalní stěnu. Tento stupeň je postaven z pravoúhle opracovaných pískovcových kvádrů a má malý můstek. Voda padající přes můstek kolmo dolů tvoří níže položený vodopád, pouze její malá část teče kaskádovitě po vystupujících kamenných blocích.

### Kvalita vody
Kvalita vody odpovídá křídové zvodni. Velká otevřená hladina je bakteriologicky znečištěna rozkladem rostlinného odpadu a povrchovými splachy.